# Ланкау
Ланкау (њем. Lankau) општина је у њемачкој савезној држави Шлезвиг-Холштајн. Једно је од 131 општинског средишта округа Херцогтум Лауенбург. Према процјени из 2010. у општини је живјело 483 становника. Посједује регионалну шифру (AGS) 1053081.

## Географски и демографски подаци
Ланкау се налази у савезној држави Шлезвиг-Холштајн у округу Херцогтум Лауенбург. Општина се налази на надморској висини од 47 метара. Површина општине износи 19,1 km². У самом мјесту је, према процјени из 2010. године, живјело 483 становника. Просјечна густина становништва износи 25 становника/km².